# Dorothy Ann Thrupp
Dorothy Ann Thrupp (ofta Dorothy A. Thrupp, även pseudonymen Iota) (20 juni 1779 – 14 december 1847) var en engelsk psalmförfattare.
Dorothy Ann föddes i Paddington Green, som då hörde till Middlesex, England som dotter till Joseph Thrupp. Hon avled i St. Marylebone, Middlesex, England.
Dorothy Ann Thrupp skrev många psalmer och hymner vilka bland annat publicerades, under pseudonymen Iota,  i:
- Friendly Visitor (red. Rev. W. Carus Wilson)
- Children’s Friend (red. Rev. W. Carus Wilson)
- Selection of Hymns and Poetry for the Use of Infant Schools and Nurseries (1838) (red. Mrs. Herbert Mayo)
- Hymns for the Young (1836) (egen publ.)
- Thoughts for the Day (1836-37) (egen publ.), delvis tidigare publicerat material.

## Psalmer i svensk utgivning
- Gode herde, led och bär oss, nr 302 i  Hemlandssånger 1891, nr 136 i Svensk söndagsskolsångbok 1908